# غويندولين أودري فوستر
غويندولين أودري فوستر (بالإنجليزية: Gwendolyn Audrey Foster)‏ هي عالمة بيئة أمريكية، ولدت في 4 نوفمبر 1960 في الولايات المتحدة.

## وصلات خارجية
- غويندولين أودري فوستر على موقع IMDb (الإنجليزية)